# Caserne des Suisses
La caserne des Suisses (dite aussi « grande caserne ») est une ancienne caserne située à Saint-Denis (ancien département de la Seine, actuelle Seine-Saint-Denis) près de l'actuelle place du 8-Mai-1945.

## Historique
La caserne de la garnison d'un régiment des gardes suisses est édifié au XVIIIe siècle. La garde suisse, régiment d'infanterie suisse au service des rois de France entre 1616 et 1792. Les gardes suisses forment le dernier régiment qui protège Louis XVI aux Tuileries en 1792. Napoléon Ier intègre ensuite ces soldats aux régiments de la Grande Armée et Louis XVIII rétablit, après 1815, le régiment des gardes suisses. La dissolution de ces régiments intervient en 1830, sous Louis-Philippe, lorsque certains vétérans intègrent la Légion étrangère, créée en 1831.
À la suite de soulèvements populaires hostiles au régime de la monarchie absolue, Louis XV ordonne la construction de trois casernes de gardes suisses, proches de Paris et des châteaux royaux de Saint-Germain et de Versailles, à Rueil (seul des trois à subsister et dont l'un des pavillons abrite le musée des Gardes suisses), Courbevoie (la caserne Charras) et Saint-Denis. Sa construction est en partie financée par les habitants, lassés de devoir loger un régiment des gardes suisses dont Saint-Denis était le lieu de garnison depuis le XVIIe siècle.
L'architecte Charles-Axel Guillaumot (1730-1807) est chargé du projet de ces trois casernes, construites à l'identique : les travaux du bâtiment de Saint-Denis débutent en 1754. Cet édifice se distingue du modèle traditionnel élaboré par Vauban par une longue façade longiligne et symétrique et un pavillon central orné d'un fronton monumental, séparé des rues avoisinantes par une large cour bordée d'arbres et séparée par des murs et des grilles en fer forgée. La caserne occupe une grande parcelle rectangulaire en dehors de l’enceinte de la Ville, sur la route de Chantilly. L’édifice principal est implanté en fond de parcelle formant une vaste cour destinée à l’exercice. 
Le bâtiment est affecté aux gardes de Paris en 1769 et au régiment des Gardes françaises en 1789. Le 120e régiment d’infanterie y est affecté après 1830.
L’édifice conserve son usage de casernement jusqu’à l’entre-deux-guerres mais des projets de cession immobilière se font jour. Ainsi, un projet de réaffectation et de densification de 1927 d’Henri Grosmèche est notamment conservé aux Archives municipales de Saint-Denis (AMSD 5 M 3).
Pendant l'Occupation, l'armée allemande y installe un Internierungslager (Ilag), qui abrite un camp de prisonniers de l'empire britannique préalablement détenus à la prison de Fresnes sous le nom de Frontstalag 220. On y compte quelques évasions comme celle d'un Anglais et deux Canadiens le 12 février 1941 grâce à l’organisation de Résistance les « Bataillons de la mort ». Une section du camp destinée aux Américains est nommée Frontstalag 122 en 1940, mais elle est déplacée en juin 1941 à Compiègne. Durant l'été 1940, les Allemands décident l’internement des citoyens britanniques, américains, et des ressortissants de pays membres du Commonwealth. Comme le fort de Romainville aux Lilas et la cité de la Muette, à Drancy, la caserne est réquisitionnée et devient le « Frontstalag 220 », un camp d’internement de civils alliés, qui accueille des hommes de 16 à 65 ans, ressortissants britanniques, américains ou de pays membres du Commonwealth. En juillet 1941, le camp accueille 1160 internés, chiffre porté à plus de 2000 l'année suivante qui sont logés dans des baraques construites derrière le bâtiment principal. Parmi eux, de célèbres musiciens comme le trompettiste afro-américain de jazz Arthur Briggs, le pianiste Tom Waltham, et l’artiste sud-africain Ernest Mancoba. La Caserne devient un lieu d’internement « modèle » destiné à servir les intérêts de la propagande allemande, que la Croix-Rouge est autorisée à visiter le camp à plusieurs reprises. Dans son rapport de juillet 1941, elle note que « les internés sont bien nourris », qu’ils « paraissent satisfaits ». Briggs et Waltham doivent abandonner le jazz, mais forment un orchestre apprécié qui distrait les officiers allemands. Bien que  les hommes s’entassent à 18 par chambre, elle décrit un lieu pourvu d’une bibliothèque « bien fournie », de salles de billard et de sport (ping-pong, boxe), d’un court de tennis, d’un ensemble musical et même d’un cinéma. Chaque mois, les internés sont autorisés à envoyer et recevoir quelques lettres et cartes. Des visites sont autorisées et en 1942, l’artiste sud-africain Ernest Mancoba épouse l’artiste danoise Sonja Ferlov dans le bureau du commandant allemand du camp. Le camp n’est libéré qu’à la fin août 1944, en même temps que le reste de la ville. À quelques jours de la Libération de Paris, des détenues malades du camp de Romainville sont aussi transférées au pavillon 10 de l’hôpital de Saint-Denis (actuel hôpital Casanova), partie prenante du camp.
Le camp est ensuite transformé en camp de « suspects de collaboration avec l’ennemi » pour quelques mois avec quelque 1 312 détenus au 15 novembre 1944, au même titre que le camp de Drancy qui compte alors 5 451 détenus. Il disparaît très vraisemblablement au cours de l’été 1945. En accueillant le « Centre d’études », il constitue avec les camps de prisonniers de guerre allemands de Lyon, d’Orléans et de Chartres, dans une moindre mesure, un des lieux expérimentaux où le gouvernement refonde les bases de l’amitié franco-allemande fin 1946 et début 1947. Réaffectée à un usage militaire pacifique, la caserne des Suisses accueille en 1948 la Direction générale des Prisonniers de guerre du ministère. Elle est progressivement abandonnée par le ministère de la Défense au début des années 1960. Avec la réorganisation de la région parisienne effective en 1968, le projet de transformation du site se précise. En décembre 1968, l’information de la création d'un IUT est publiée dans le Bulletin municipal de Saint-Denis et le projet est présenté en Conseil municipal en mai 1969.
La caserne est démolie en  juin 1969 pour laisser place à l'IUT et au lycée de l’école normale nationale d’apprentissage (ENNA),. Seul le fronton est conservé et intégré au bâtiment du site dionysien de l'Institut universitaire de technologie de Paris XIII (Saint-Denis). En 1998, une borne témoignant de l’histoire de la caserne des Suisses et son utilisation pendant la Seconde Guerre mondiale est posée sur la place du 8 mai 1945.

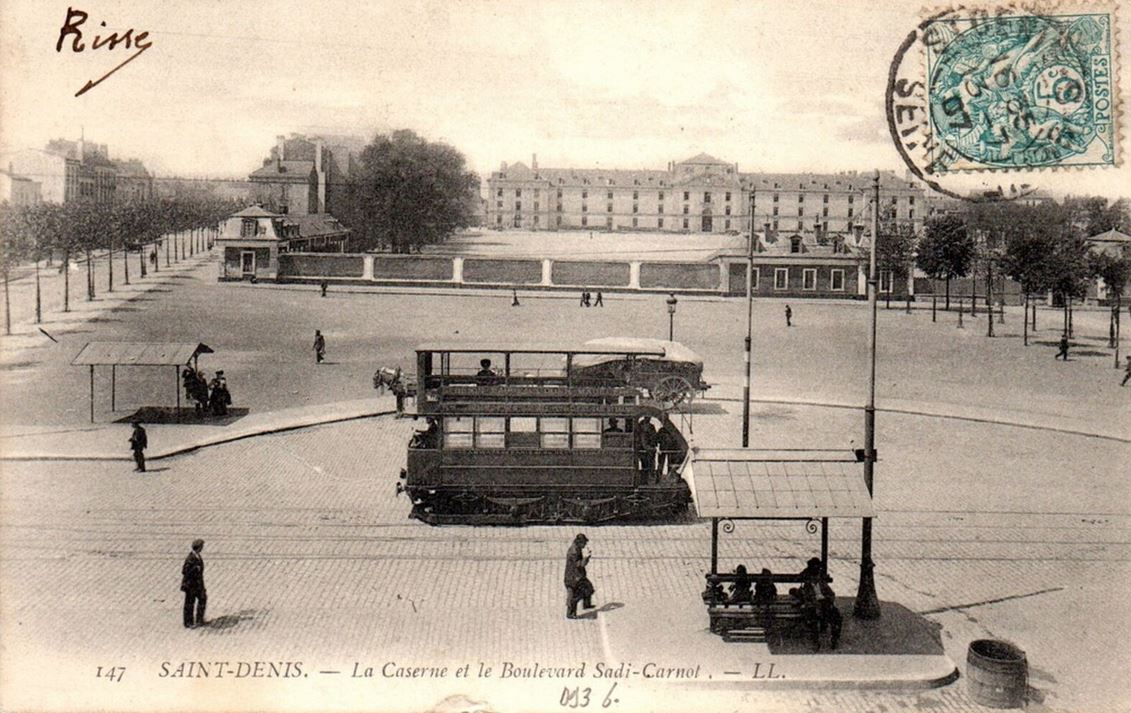
Ancienne carte postale.
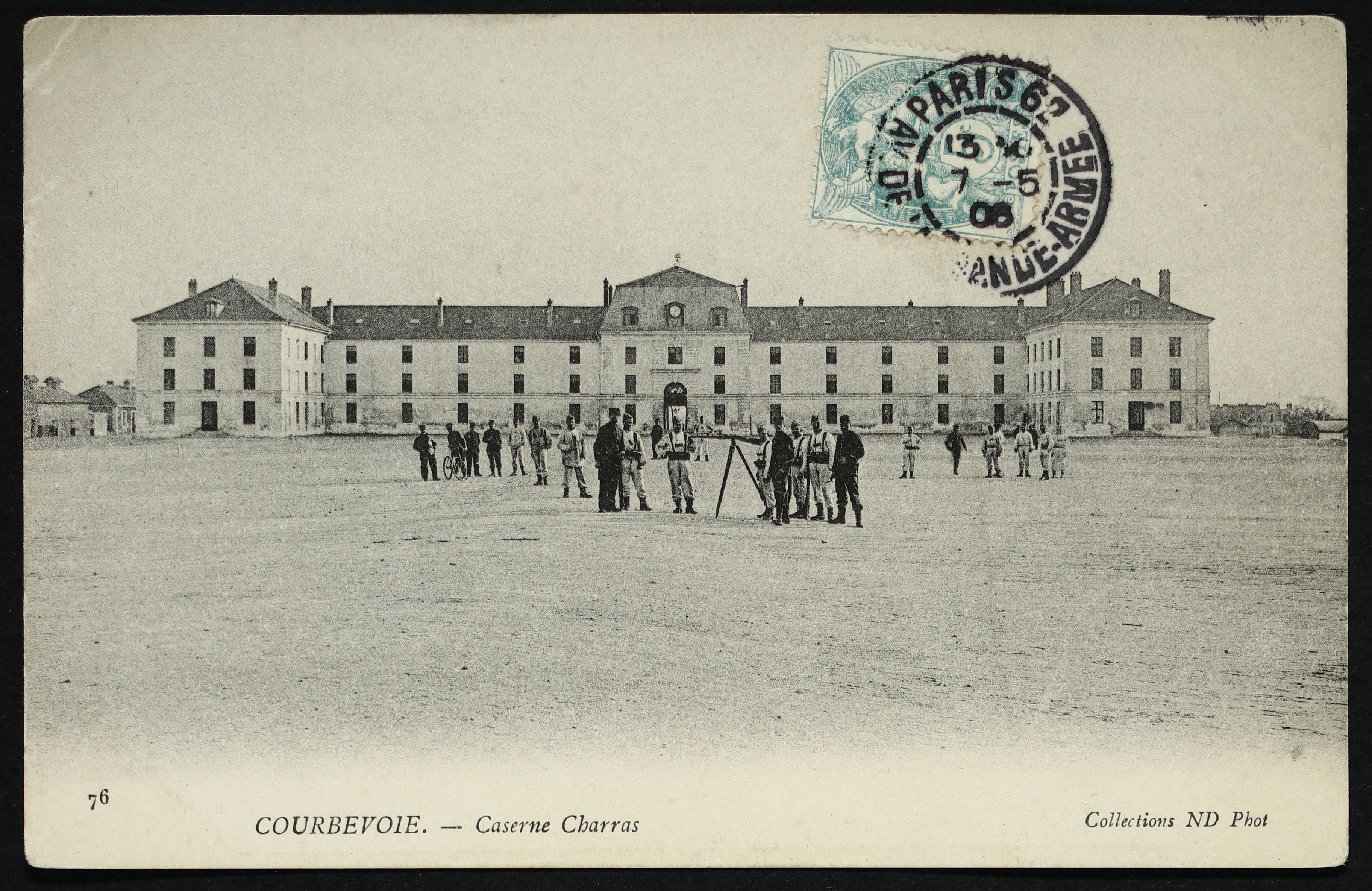
La caserne Charras à Courbevoie, jumelle de Saint-Denis.
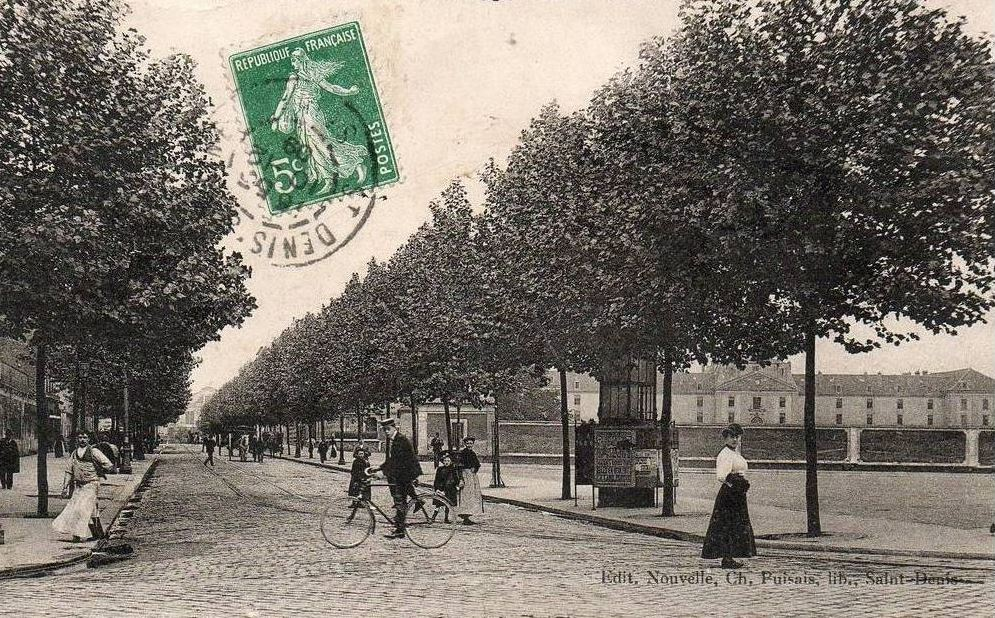
Ancienne carte postale montrant la caserne du boulevard Carnot.